# 駒繋神社
駒繋神社（こまつなぎじんじゃ）は東京都世田谷区の神社。

## 概要

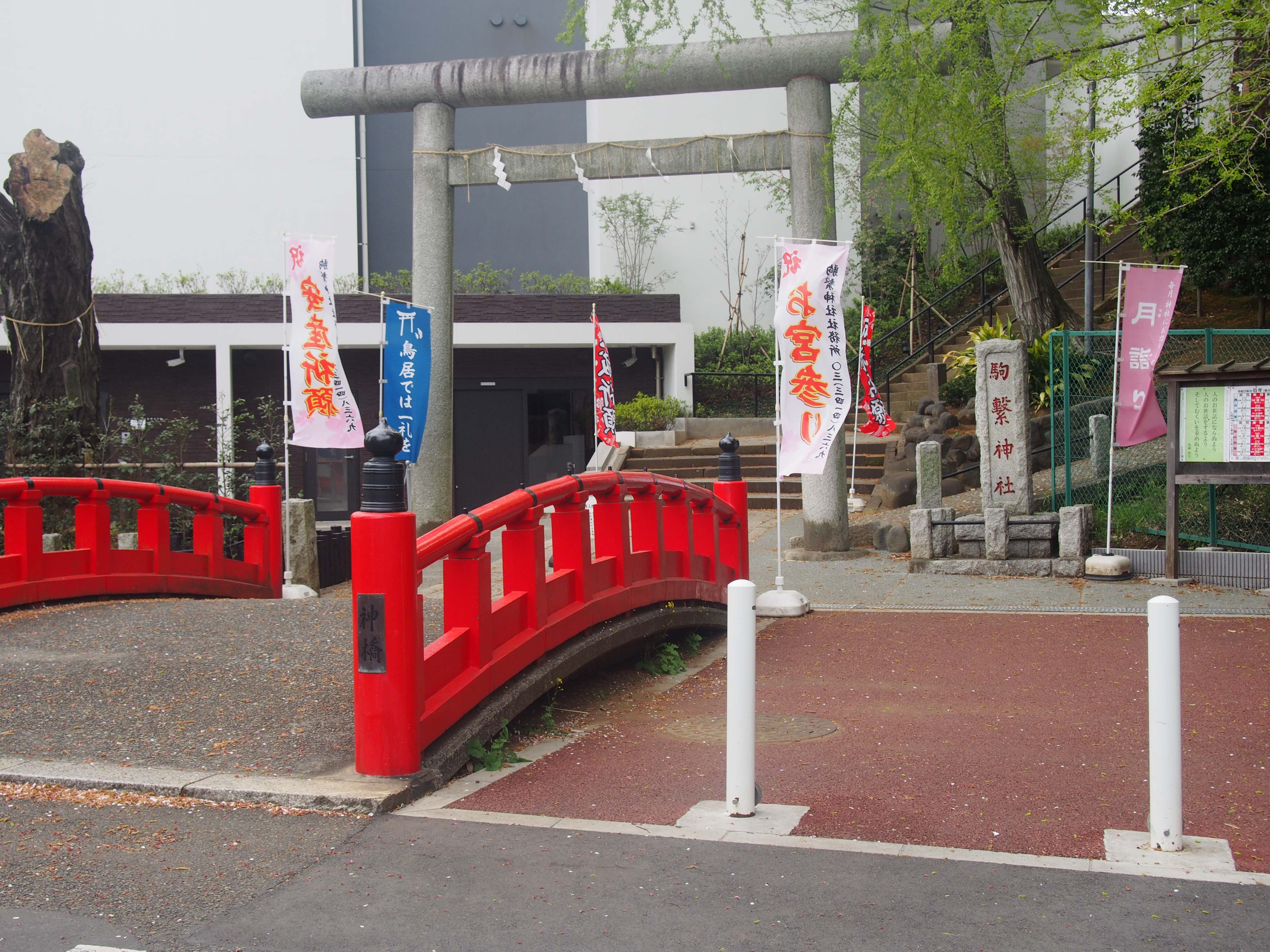
神社境内入口。入口前にはかつて蛇崩川が流れていた。橋はその名残

創建年代は不明である。ただ1056年（天喜4年）、前九年の役に出征する源頼義・義家父子が、当社の「子の神（大国主命）」に戦勝祈願をしたとされることから、平安時代には既に存在していたものと推測される。
当社では、源頼義・義家父子が参拝した年を鎮座年とみなし、1957年（昭和32年）に「鎮座九百年式年大祭」を、2007年（平成19年）に「鎮座九百五十年式年大祭」を挙行している。
また源頼朝が奥州合戦に出征する際、先祖の義家の当社参拝を思い出し、愛馬（駒）を松に繋いで参拝したことから、「駒繋神社」と呼ばれるようになった。

## 交通アクセス
- 東急東横線祐天寺駅より徒歩15分。
- 東急田園都市線三軒茶屋駅より徒歩20分。
- 渋谷駅・目黒駅よりバス(東急バス渋32・黒09系統)「駒繋神社」下車

## 関連文献
- 斎藤長秋 編「巻之三 天璣之部 子明神/馬牽澤古事」『江戸名所図会』 2巻、有朋堂書店〈有朋堂文庫〉、1927年、191-192,194-195頁。NDLJP:1174144/100。
- 「馬引沢村 子ノ神社」『新編武蔵風土記稿』 巻ノ51荏原郡ノ13、内務省地理局、1884年6月。NDLJP:763982/42。